# Rockfield Studios
Rockfield Studios är en inspelningsstudio strax utanför byn Rockfield, Monmouthshire i Wales.

## Historia

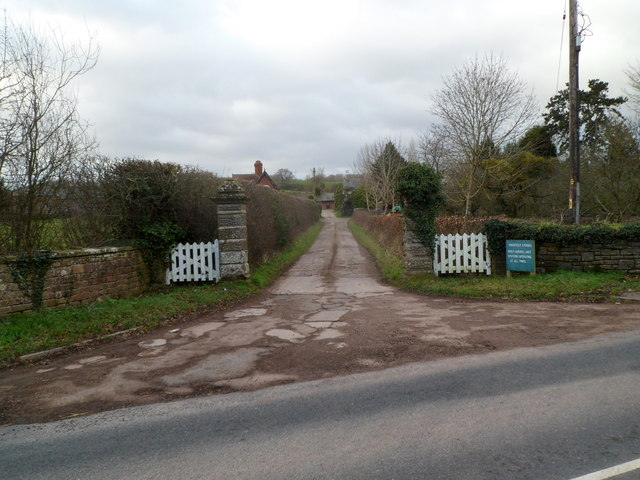
Ingången till studiorna.

Familjen Ward köpte Amberley Court Farm i Rockfield i början av 1950-talet. Ursprungligen var gårdens verksamhet uppfödning av Shirehästar, samtidigt som de hade 500 grisar och en flock mjölkkor.
Sönerna Kingsley och Charles utbildades vid Abergavenny Grammar School. Där kom Charles Ward i kontakt med den tidiga rock-and-roll-musiken då han hörde Elvis Presley, och köpte en akustisk gitarr och började spela. 1960 bildade bröderna en rockgrupp och Kingsley Ward skrev ett par låtar. Bröderna började spela in låtar med hjälp av en bandspelare som de lånat av en lokal affärsman. De bestämde sig för att de behövde ett skivkontrakt och körde upp till EMI:s skivpressanläggning i Middlesex, men hänvisades till Manchester Square i London där de samma dag träffade producenten George Martin. Martin bestämde sig för att inte ge bröderna ett kontrakt.
Bröderna återvände hem och 1963 omvandlade de den befintliga bondgården till en inspelningsstudio genom att investera i en åttakanalig rullbandspelare, och använde påsar med grisfoder som ljuddämpare i inspelningsrummet. 1965 blev de världens första studio med boende, så att band kunde komma och bo på den lugna landsbygden för att spela in. De har två studior, Coach House och Quadrangle, som båda är anpassade för digitala och analoga inspelningar.
Den första stora hit som spelades in i studiorna var Dave Edmunds "I Hear You Knocking" 1970. I början av 1970-talet användes studiorna för att spela in sju album av Budgie, flera av Hawkwind, ett av Hobo, Peter Hammills andra soloalbum Chameleon in the Shadow of the Night 1973, Aces singel "How Long" 1974 och Queens album Sheer Heart Attack. Queen arbetade först med sitt album A Night at the Opera och låten "Bohemian Rhapsody" under en månad på Ridge Farm Studio under sommaren 1975, men flyttade sedan till Rockfield i augusti 1975 för att börja spela in albumet, som blev bandets första platinasäljande album i USA.

### Konkurrens och ekonomiska svårigheter
När den elektroniska musiktrenden tog sin början på 1990-talet, som hade mycket större användning av teknik och nästan kunde produceras från ett sovrum, minskade behovet av utrymme och komplexa analoga inspelningssystem. Rockfield fick också mer konkurrens då många av de större skivbolagen skapade sina egna inspelningsstudior med bostäder, t.ex. Virgin's "The Manor". När Rockfield riskerade allvarliga ekonomiska svårigheter beslöt bröderna Ward att dela gården, Kingsley behöll Rockfield, medan Charles renoverade en herrgård på motsatt sida av dalen för att skapa Monnow Valley Studio.
När studion fick ekonomiska svårigheter i slutet av 1980-talet, kontaktades Kingsley Ward av sin vän skivproducenten John Leckie för att spela in det första albumet av Manchester-bandet The Stone Roses. Bandet bosatte sig i studion under 14 månader för att spela in både sitt första och andra album, och räddade därigenom studion ekonomiskt. Detta skapade intresse från andra band, vilket resulterade i inspelningssessioner för andra band, bland annat Oasis.
Under en tolvmånadersperiod 1996–1997 resulterade inspelningar i Rockfield i fem brittiska listettealbum av Oasis, Black Grape, The Charlatans och Boo Radleys.
I juli 2020 sändes dokumentären Rockfield: The Studio on the Farm, regisserad av Hannah Berryman, av BBC Four.

## The Coach House studio
Studion The Coach House byggdes 1968 och bygger på äldre mikrofonförstärkare och equalizers. Huvudinspelningskonsolen är en NEVE 8128 med bland annat Neve 1060 mikrofonförstärkare, Rosser mikrofonförstärkare, API 550 equalizers och Urei 1176 kompressorer.
Inspelningsrummet designades för bandinspelningar med tonvikt på separation och naturlig akustik. Det består av liveinspelningsområdet med en Yamahaflygel, ett stenrum, ett akustiskt variabelt andra trumrum och två isoleringsbås. 
Artister som spelat in i Coach House inkluderar Oasis, Bullet for My Valentine, Sepultura, Jayce Lewis, Simple Minds och Opeth.

## The Quadrangle studio
Studion Quadrangle byggdes 1973 och är mest känd för inspelningen av Queens "Bohemian Rhapsody". Huvudinspelningskonsolen är ett inbyggt desktop i MCI 500-serien med bland annat Neve 1061-mikrofonförstärkare, Rosser-mikrofonförstärkare, API 550 equalizers och Urei 1176 kompressorer.
Detta område i Quadranglestudion designades för att spela in band live. Detta består av liveinspelningsområdet med sin Bösendorferflygel, två stora variabla akustiska trumrum och tre isoleringsbås, samt dess 6m x 7m centrala kontrollrum.
Artister som har spelat in i Quadrangle inkluderar Manic Street Preachers, Robert Plant och Coldplay.